# Exilia
Exilia es un grupo de Nu metal, procedentes de Italia.

## Historia
Exilia se formó en el 1998 en Milán, cuando Masha conoció al guitarrista Elio Alien.
Han participado en conciertos junto a artistas como Oomph!, Guano Apes, H-Blockx, Clawfinger, HIM, Therapy?, In Extremo, Rammstein e Ill Niño.
Su álbum debut Rightside UP, fue editado en el año 2000. Su siguiente disco Unleashed, se publicó en mayo del 2004, consiguiendo entrar en el Top 40 de las listas alemanas de éxitos. En abril del 2005 el miembro de la banda Andrea Ge deja está, y Ale le sustituye como batería.

## Miembros
- Masha - Voz
- Elio Te - Guitarra
- Random - Bajo
- Ale - Batería

### Miembros pasados
- Andrea Ge - Batería (desde 1998 hasta 2005)

## Discografía

### Álbumes
- Rightside Up - 2000
- Unleashed - 2004
- Nobody Excluded - 2006
- My Own Army - 2009
- Decode - 2012
- Purity - 2015
- TBA - 2019

### Singles/EPs
- Underdog - 2003
- Stop Playing God - 2004
- Coincidence - 2004
- Can't Break Me Down - 2005
- Your Rain - 2006
- Naked - 2010